# العلاقات الإيطالية البلغارية
العلاقات الإيطالية البلغارية هي العلاقات الثنائية التي تجمع بين إيطاليا وبلغاريا.

## مقارنة بين البلدين
هذه مقارنة عامة ومرجعية للدولتين:
| وجه المقارنة                                              | إيطاليا                                                  | بلغاريا                                                                             |
| --------------------------------------------------------- | -------------------------------------------------------- | ----------------------------------------------------------------------------------- |
| المساحة (كم2)                                             | 301.34 ألف                                               | 110.99 ألف                                                                          |
| عدد السكان (نسمة)                                         | 60.60 مليون                                              | 7.08 مليون                                                                          |
| الكثافة السكانية (ن./كم²)                                 | 201.1                                                    | 63.79                                                                               |
| العاصمة                                                   | روما، فلورنسا، تورينو                                    | صوفيا                                                                               |
| اللغة الرسمية                                             | اللغة الإيطالية                                          | اللغة البلغارية                                                                     |
| العملة                                                    | يورو، ليرة إيطالية                                       | ليف بلغاري                                                                          |
| الناتج المحلي الإجمالي (بليون دولار)                      | 1.93 تريليون                                             | 56.83 مليار                                                                         |
| الناتج المحلي الإجمالي (تعادل القوة الشرائية) بليون دولار | 2.26 تريليون                                             | 130.99 مليار                                                                        |
| الناتج المحلي الإجمالي الاسمي للفرد دولار أمريكي          | 29.96 ألف                                                | 8.03 ألف                                                                            |
| الناتج المحلي الإجمالي للفرد دولار أمريكي                 | 35.46 ألف                                                | 17.21 ألف                                                                           |
| مؤشر التنمية البشرية                                      | 0.873                                                    | 0.782                                                                               |
| رمز المكالمات الدولي                                      | +39                                                      | +359                                                                                |
| رمز الإنترنت                                              | .it                                                      | .bg، .бг ‏                                                                           |
| المنطقة الزمنية                                           | توقيت وسط أوروبا، ت ع م+01:00، ت ع م+02:00، أوروبا/روما ‏ | ت ع م+02:00، ت ع م+03:00، أوروبا/صوفيا ‏، توقيت شرق أوروبا، توقيت شرق أوروبا الصيفي ‏ |

## مدن متوأمة
في ما يلي قائمة باتفاقيات التوأمة بين مدن إيطالية وبلغارية:
- ترتبط ليتشي مع بلاغويفغراد باتفاقية توأمة.
- ترتبط روكافيوريتا مع Antonovo Municipality [الإنجليزية]‏ باتفاقية توأمة.
- ترتبط أستي مع Veliko Tarnovo Municipality [الإنجليزية]‏ باتفاقية توأمة منذ 22 سبتمبر 1989.
- ترتبط نوفارا مع هاسكوفو باتفاقية توأمة منذ 1991.
- ترتبط لاديسبولي مع Teteven [الإنجليزية]‏ باتفاقية توأمة.
- ترتبط ساليرنو مع بازارجيك باتفاقية توأمة.
- ترتبط فيرارا مع دوبريتش باتفاقية توأمة منذ 1960.
- ترتبط كورتي (كمبانية) مع Pavel banya  [لغات أخرى]‏ باتفاقية توأمة.
- ترتبط كروسولي مع Shabla Municipality [الإنجليزية]‏ باتفاقية توأمة.
- ترتبط فورلي مع طريان [الإنجليزية]‏ باتفاقية توأمة منذ 1981.
- ترتبط أوروسي مع برنيك باتفاقية توأمة منذ 1985.[18]
- ترتبط جنوة مع فارنا باتفاقية توأمة منذ 6 نوفمبر 1990.[19][20][21][22]
- ترتبط بيلاجيو مع تريافنا باتفاقية توأمة.
- ترتبط ميلانو مع صوفيا باتفاقية توأمة منذ 21 أكتوبر 1969.

## منظمات دولية مشتركة
يشترك البلدان في عضوية مجموعة من المنظمات الدولية، منها:
| علم المنظمة | اسم المنظمة                               | تاريخ انضمام إيطاليا | تاريخ انضمام بلغاريا |
| ----------- | ----------------------------------------- | -------------------- | -------------------- |
|             | مجلس أوروبا                               | 5 مايو 1949          | 7 مايو 1992          |
|             | منظمة التجارة العالمية                    | 1995                 | 1 ديسمبر 1996        |
|             | المنظمة الأوروبية لسلامة الملاحة الجوية   | 1996                 | 1997                 |
|             | الاتحاد البريدي العالمي                   | ?                    | ?                    |
|             | الاتحاد الأوروبي                          | 25 مارس 1957         | 2007                 |
|             | حلف شمال الأطلسي                          | 4 أبريل 1949         | 29 مارس 2004         |
|             | مجموعة الموردين النوويين                  | ?                    | ?                    |
|             | يونسكو                                    | ?                    | 17 مايو 1956         |
|             | اتفاقية السماوات المفتوحة                 | ?                    | ?                    |
|             | مؤسسة التمويل الدولية                     | 27 ديسمبر 1956       | 22 يوليو 1991        |
|             | المركز الدولي لتسوية المنازعات الاستشارية | 28 أبريل 1971        | 13 مايو 2001         |
|             | الفريق المعني برصد الأرض                  | ?                    | ?                    |
|             | منظمة حظر الأسلحة الكيميائية              | ?                    | ?                    |
|             | مجموعة أستراليا                           | 1985                 | 2001                 |
|             | منظمة الأمن والتعاون في أوروبا            | 25 يونيو 1973        | 25 يونيو 1973        |
|             | مركز تنسيق الحركة في أوروبا ‏              | ?                    | ?                    |
|             | نظام تحكم تكنولوجيا القذائف               | 1987                 | 2004                 |
|             | وكالة ضمان الاستثمار متعدد الأطراف        | 29 أبريل 1988        | 23 سبتمبر 1992       |
|             | الاتحاد الدولي للاتصالات                  | 1866                 | 18 سبتمبر 1880       |
|             | منظمة الشرطة الجنائية الدولية             | ?                    | ?                    |
|             | الأمم المتحدة                             | 14 ديسمبر 1955       | 14 ديسمبر 1955       |
|             | البنك الدولي للإنشاء والتعمير             | 27 مارس 1947         | 25 سبتمبر 1990       |

## أعلام
هذه قائمة لبعض الشخصيات التي تربطها علاقات بالبلدين:
- إلياس كانيتي (25 يوليو 1905[30][31][32] – 14 أغسطس 1994[30][31][32])
- بوريس الثالث ملك بلغاريا (30 يناير 1894[33] – 28 أغسطس 1943[33])
- جورجي جلوتشكوف (لاعب كرة سلة إيطالي، 10 يناير 1960 – )
- سيميون الثاني ملك بلغاريا (سياسي بلغاري، 16 يونيو 1937 – )
- فانيسا فيراري (لاعبة جمباز فني إيطالية، 10 نوفمبر 1990 – )
- فرديناند الأول ملك بلغاريا (26 فبراير 1861 – 10 سبتمبر 1948)
- ماري لويز أميرة بلغاريا (13 يناير 1933 – )

## وصلات خارجية
- موقع وزارة الخارجية الإيطالية
- موقع وزارة الخارجية البلغارية